# 클랴지마강

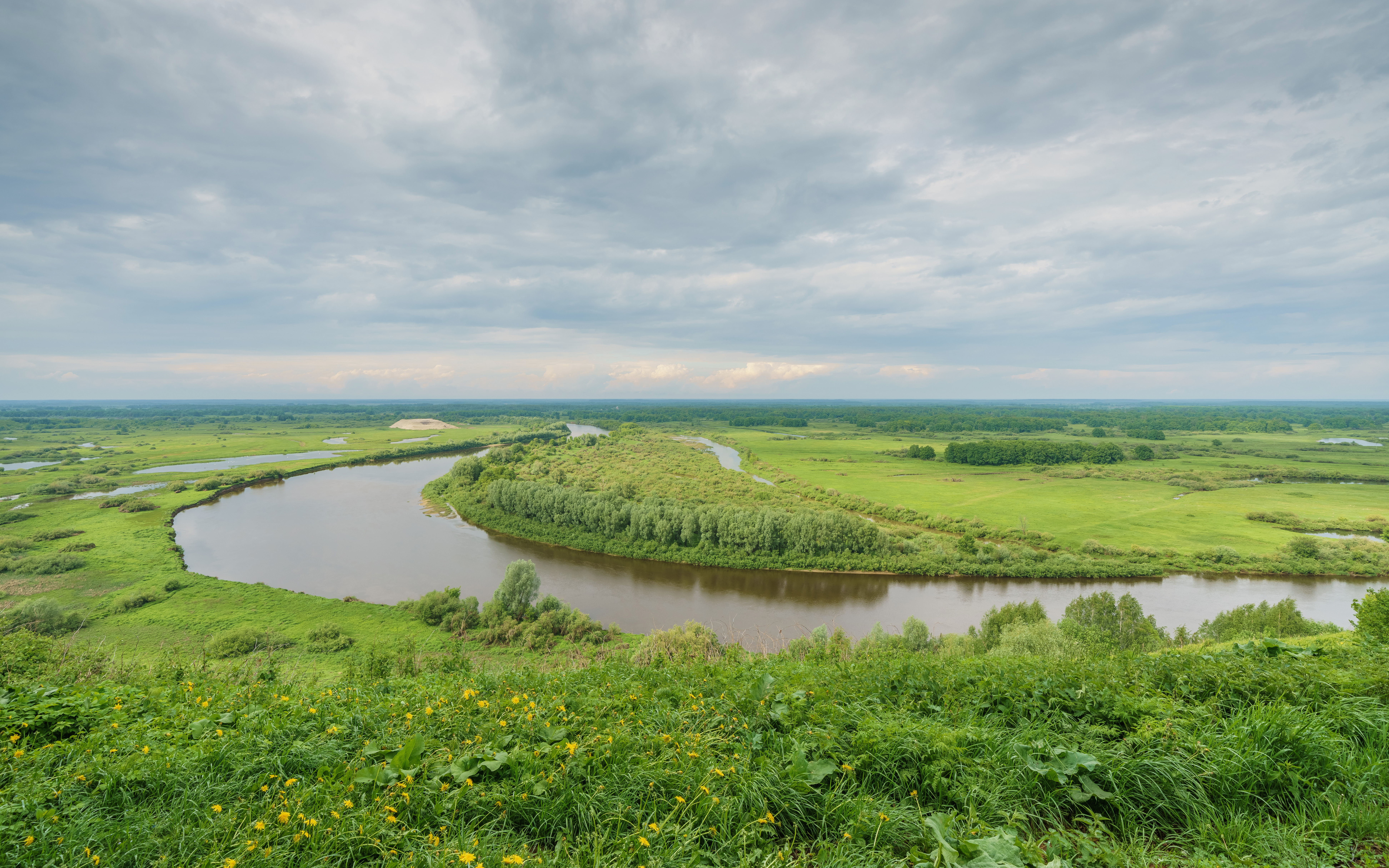

클랴지마강(러시아어: Клязьма)은 러시아 모스크바주와 블라디미르주를 흐르는 강으로, 오카강의 지류이다. 유역 길이는 686 km이고 유역 면적은
```
42,500
 
km
2
이다. 클랴지마강은 11월에 얼고 4월 중순에 녹는다. 클랴지마강의 지류는 
우차강
, 
보랴강
, 
키르자치강
, 
펙샤강
, 
네를강
, 
우보트강
, 
테자강
, 
루흐강
, 
수도그다강
, 
수보로시강
이다. 클랴지마강은 
클랴지민스코예 저수지
가 위치해 있고 클랴지마 강에 접한 도시는 
고로호베츠
, 
멘델레예보
, 
파블롭스키포사트
, 
블라디미르
, 
코브로프
, 
숄코보
, 
로시노페트롭스키
, 
노긴스크
, 
오레호보주예보
, 
소빈카
, 
뱌즈니키
이다.
```